# Hrvatski malonogometni kup 2006./07.
Hrvatski malonogometni kup za sezonu 2006./07. je osvojila Uspinjača iz Zagreba.

## Rezultati

### Osmina završnice
| klub1                  | rez.          | klub2                     |
| ---------------------- | ------------- | ------------------------- |
| Kijevo Jako Sport Knin | 0:3           | Mejaši Split              |
| Porto Tolero Ploče     | 1:2           | Lika Šport TIN Lički Osik |
| Gospić                 | 5:1           | GOŠK Meakulpa Dubrovnik   |
| Petrinjčica (Petrinja) | 2:3           | Uspinjača Zagreb          |
| Sokoli Samobor         | 4:2           | Croatia Perković          |
| Adriacink Split        | 4:4 (3:2 pen) | Novi Marof                |

### Četvrtzavršnica
| klub1                        | rez.      | klub2            |
| ---------------------------- | --------- | ---------------- |
| Mejaši Split                 | 3:3, 3:1  | Adriacink Split  |
| Brodosplit Inženjering Split | 1:5, 3:1  | Gospić           |
| Orkan Profectus Zagreb       | 10:3, 5:2 | Sokoli Samobor   |
| Lika Šport TIN Lički Osik    | 2:9, 5:4  | Uspinjača Zagreb |

### Završni turnir
Igrano u Sesvetama 27. i 28. travnja 2007. godine.
| klub1                  | rez.          | klub2                  |
| poluzavršnica          | poluzavršnica | poluzavršnica          |
| ---------------------- | ------------- | ---------------------- |
| Gospić                 | 3:0           | Orkan Profectus Zagreb |
| Mejaši Split           | 3:7           | Uspinjača Zagreb       |
|                        |               |                        |
| za 3. mjesto           |               |                        |
| Orkan Profectus Zagreb | 2:2 (2:4 pen) | Mejaši Split           |
|                        |               |                        |
| za pobjednika          |               |                        |
| Gospić                 | 2:5           | Uspinjača Zagreb       |